# Totem
Un totem este un obiect care reprezintă un animal sau o plantă care este folosit ca emblema unui grup de persoane, cum ar fi o familie, clan, grup, popor sau trib și care le amintește de originea lor (sau de trecutul mitologic).
Totemul este un simbol mitic (animal, plantă sau obiect) considerat de unele triburi primit;ive ca strămoș și protector al populației respective și venerat ca atare. Imagine, reprezentată de obicei sculptural a unui totem. Totemism = ansamblu de credințe și obiceiuri religioase primitive legate de totem; cult al totemului.
Totemul este folosit de obicei de grupuri mai mari de o persoană. În ceea ce privește legăturile de rudenie, dacă strămoșul apical (din vârf) al unui clan nu este uman, atunci acesta se numește totem. În mod normal, această credință este însoțită de un mit totemic.
Deși termenul provine de la poporul Ojibwe din America de Nord, credințele totemice nu sunt limitate la americanii nativi. Convingeri asemănătoare au existat aproape în toată lumea, inclusiv în Africa, Arabia, Asia, Australia, Europa de Est, Europa de Vest, precum și în regiunea polară arctică.
În timpurile moderne, unele persoane, care nu sunt implicate în practicarea unei religii tribale, au ales să adopte un spirit ajutător personal sub formă de animal, acesta având o însemnătate specială pentru persoana respectivă. Acest spirit poate fi numit tot ca un totem. Această utilizare non-tradițională a termenului este răspândită în mișcarea New Age.